# Jessica Medina
Jessica Medina es una cantautora estadounidense de ascendencia dominicana y puertorriqueña, que interpreta los géneros musicales del jazz y música latina. Ha sido calificada por NPR como una “vocalista súper talentosa que une sin esfuerzo el jazz, el soul e incluso partes de la música afro caribeña”. En su carrera artística, ha lanzado dos álbumes: el primero solo de jazz, y el segundo con un poco más de fusión entre jazz y ritmos latinos con instrumentación acústica.
Fue seleccionada para el Hennessy XO Jazz Tour Asia 2007. El contenido escritural de sus canciones suele centrarse en temas sociales y el empoderamiento femenino. Ha colaborado con artistas como Jorge Glem, Luisito Quintero, Mireya Ramos, Dkano y la productora Janina Rosado.

## Carrera musical
Creció en la ciudad de Nueva York, hija de una madre dominicana y un padre puertorriqueño, quienes cantaban en casa y la instruyeron en la música a muy corta edad.
Con el español y el inglés como idiomas nativos, mostró en la ciudad de Nueva York un gran interés en la cultura, el idioma y las artes escénicas. En Hunter College, hizo una audición para una clase de interpretación de jazz. Luego, se mudó a París en 2002 y pasó más de dos años actuando en la ciudad con músicos y artistas de una variedad de géneros.
En mayo de 2007, lanzó su primer CD de larga duración titulado Azul, con canciones interpretadas en cuatro idiomas: inglés, español, francés y portugués. En este proyecto, participó el trompetista de jazz brasileño Claudio Roditi. Recibió el estatus de artista destacada para el Hennessy XO Jazz Smooth and Mellow Tour ese mismo año, y realizó una gira por China, Malasia y Taiwán. A su regreso, continuó actuando localmente e hizo una nueva gira por América del Sur, que incluyó paradas en Buenos Aires, Río de Janeiro y Lima.
Medina incursionó también en la música afroperuana y la salsa, durante los siguientes cuatro años, su maternidad tuvo un profundo efecto en ella. Se dedicó al trabajo comunitario y al activismo local, lo que la llevó a grabar un segundo álbum titulado Black, lanzado en 2019, combinando unos sonidos de World Music con influencias afroperuanas y caribeñas. Su intención con la letra y la música es expresar su orgullo por sus orígenes latinos. El proyecto la llevó a componer canciones originales por primera vez.
En 2020, Medina formó parte de diversos eventos en Nueva York, como el concierto "Jefas" junto a Renee Goust y Mai Elka en el Joe's Pub, el cual fue un evento con todas las entradas vendidas, para la celebración del Día Internacional de la Mujer. Posteriormente, presentó una composición con ritmo tropical titulada «Sueño, te extraño», acompañado de un mensaje dedicado a las madres que se han visto obligadas a trabajar desde casa debido a la cuarentena mientras ayudan a sus hijos con clases virtuales y tratan de mantener la salud mental en sus hogares. También, hizo un cover de la canción de Juan Luis Guerra, «Si tu te vas», en versión bilingüe, junto al músico venezolano Jorge Glem.
En 2021, Medina rindió homenaje a la cantante de tex-mex Selena Quintanilla, con un sencillo que cubre tres de los grandes éxitos de Selena, «Como la flor / Amor prohibido / Bidi bidi bom bom». Su último trabajo musical registrado fue «Ámame».

## Vida personal
Jessica se graduó en Ciencias Políticas (Derechos Humanos) y Jazz Performance de Hunter College University en la ciudad de Nueva York. Tiene 2 hijos, actualmente vive en NY.

## Discografía
- 2007: Azul
- 2019: Black